# حجي بكر
سمير عبد محمد العبيدي الدليمي ويُعرف أكثر باسمِ حجي بكر (توفيّ في كانون الثاني/يناير 2014)، هو ضابط سابق برتبةِ عقيد في الجيش العراقي في عهدِ نظام صدام حسين وأحد القادة العسكريين لتنظيم الدولة الإسلاميّة (داعش) في سوريا. شغل حجّي بكر رسميًا منصبَ رئيس المجلس العسكري لتنظيم الدولة الإسلامية وكان النائب الأعلى لأمير التنظيم أبو بكر البغدادي. قُتل على يدِ عناصر من كتائب شهداء سوريا خلال اشتباكات معه في كانون الثاني/يناير 2014.

## المسيرة العسكريّة

### البداية
قبلَ غزو العراق عام 2003 والإطاحة بنظام صدام حسين؛ كانَ الخليفاوي عقيدًا بالجيش العراقي حيثُ عملَ في مجال تطوير الأسلحة كما عمل رفقة جهاز المخابرات التابعِ لفيلق الدفاع الجوي لصدام. طبقاً للصحفي العراقي هشام الهاشمي الذي خدمَ ابن عمه مع الخليفاوي؛ فإنّ هذا الأخيرة قد تمركزَ لفترةٍ من الوقت في أحدِ القواعد الجويّة داخل العراق. تقولُ المخابرات العراقية إنه انضمّ إلى تنظيم القاعدة في العراق وشارك في ما عُرف بالتمرد العراقي.

### بعد غزو العراق
اعتُقلَ الخليفاوي من قِبل القوات الأمريكية واحتُجز في معسكر بوكا إلى جانبِ العديد من الرجال الذين سيشكلون فيما بعد «القيادة العليا» لتنظيم داعش بمن فيهم أبو مسلم التركماني وأبو عبد الرحمن البيلاوي وزعيم التنظيم بنفسهِ أبو بكر البغدادي.
بعد إطلاق سراحه؛ أصبحَ حجي بكر قائدًا بارزًا في دولة العراق الإسلامية وقادَ المجلس العسكري للمجموعة في أعقاب مقتل القياديين البارزين أبو عمر البغدادي وأبو حمزة المهاجر على يدِ القوات الأمريكية في عام 2010. لعب الخليفاوي دورًا مؤثرًا في تسهيلِ مهمّة أبو بكر البغدادي في أن يُصبحَ القائد القادم لتنظيم الدولة الإسلاميّة وقِيل إنه قام بتطهير داخلي بما في ذلك إشرافهُ على عشرات الاغتيالات من أجلِ ترسيخ سيطرة البغدادي على الجماعة.

### الحرب الأهليّة السورية
انتقلَ الخليفاوي إلى منزلٍ غير معروفٍ في بلدة تل رفعت السورية الصغيرة شمال حلب في أواخر عام 2012 مع زوجته. من ذاك المنزل؛ أشرفَ حجي بكر على تنظيمِ أمور التنظيم حيثُ كانت مهّمتهُ تقتضي بالأساس الحفاظ على الأراضي التي ينجحُ داعش في السيطرةِ عليها مُستعينًا في ذلك بتجربته كضابط مخابرات سابق. أظهرت الوثائق التي كتبها الخليفاوي والتي وصلَ لها عناصر في المُعارضة السوريّة في مخبأه أن التنظيم كان يتبع إستراتيجية محدّدة تقومُ في البداية على جمعِ المعلومات الاستخباراتية ومن ثمّ التسلّل إلى داخل المنطقة وعمل تحالفات قصيرة الأجل مع القادة المحليين لتأسيس أنفسهم وبسطِ نفوذهم شيئًا فشيئًا قبل التوسّع من خلال البدء في تنفيذِ عمليات الاختطاف والاغتيالات ومن ثمّ السيطرة على الإقليم بالكامل وزرع شبكة قويّة من المخبرين لضمانِ عدم سقوطه من أيديهم من جديد.

## الوفاة
قُتل الخليفاوي في أوائل شهر كانون الثاني/يناير 2014 في تل رفعت خلال اشتباكات بين داعش والثوار السوريين وبالضبطِ على يدِ أعضاء في كتائب شهداء سوريا والذين لم يكونوا على علمٍ بأهميته. قُبيل وفاته؛ كان بكر قد رفضَ الانتقال إلى مقر داعش شديد الحراسة بالقرب من منزله وذلكَ بسبب إدمانه على العيش في الظل. حسبَ ما رواهُ عددٌ من الشهود العيان؛ فإنّ أحد جيرانه قد خانه حينما بلّغ عليه للثوار بالقولِ «إن شيخًا يُدين بالولاء لداعش يعيشُ بجوار بيتي». بعد ذلك بوقتِ قصيرٍ؛ اقتحمَ رجال كتائب شهداء سوريا المنطقة ثمّ حاصروا منزله فحصلت اشتباكات عنيفة بين الطرفين أفضت في النهاية إلى مقتل الخليفاوي فتولّى أبو عبد الرحمن البيلاوي – وهو أيضًا ضابطٌ سابقٌ في الجيش العراقي – مكانه في المجلس العسكري لداعش.